# Tempestade tropical Wanda (2021)
A tempestade tropical Wanda foi um ciclone que passou por várias intensificações durante sua existência pelo norte do Oceano Atlântico entre o fim de outubro e o início de novembro de 2021. Antes de se tornar tempestade tropical, Wanda foi um forte ciclone bomba que afetou grande parte da costa leste dos Estados Unidos, causando inundações significativas em áreas anteriormente afetadas pelos furacões Henri e Ida. Foi a vigésima-primeira depressão e a vigésima-primeira tempestade nomeada da temporada de furacões no Atlântico de 2021.
O ciclone se originou de um distúrbio não tropical no sul dos Estados Unidos em 23 de outubro e, posteriormente, mudou-se para o Atlântico e se desenvolveu em um poderoso ciclone bomba na costa leste dos Estados Unidos em 27 de outubro, causando inundações e trazendo fortes ventos para a região no processo. O sistema então enfraqueceu e moveu-se para o leste, mais longe no Atlântico. Em 31 de outubro às 03:00 UTC (23:00 EDT 30 de outubro), o sistema fez a transição para uma tempestade subtropical e recebeu o nome de Wanda . À medida que o sistema se curvava lentamente para sudeste, ele continuou se organizando, antes de fazer a transição para uma tempestade totalmente tropical em 1º de novembro. Ao longo dos próximos dias, Wanda subsequentemente moveu-se para o norte, antes de fazer uma curva para o sul e então acelerar para o nordeste, antes de degenerar em um ciclone pós-tropical em 7 de novembro.
No auge do precursor de Wanda (Nos EUA, o sistema é chamado de "nor'easter"), a tormenta deixou mais de 617.000 pessoas sem energia elétrica no nordeste dos Estados Unidos, e a tempestade matou pelo menos 2 pessoas. Os danos causados pelo precursor extratropical de Wanda são estimados em mais de USD 200 milhões.

## História da tormenta
Em 23 de outubro, um distúrbio extratropical se desenvolveu no sul do Texas Pelos próximos dias, o sistema se fortaleceu gradualmente enquanto se movia para o leste, ao longo da costa do Golfo dos Estados Unidos. Em 25 de outubro, o sistema emergiu no Atlântico, na costa da Geórgia, e desenvolveu uma área de baixa pressão . No dia anterior, o Centro Nacional de Furacões (NHC) começou a monitorar o sistema, observando que ele poderia potencialmente se transformar em um ciclone subtropical ou tropical alguns dias depois, após atingir o Atlântico Norte. No início de 26 de outubro, o NHC notou que o sistema tinha uma baixa chance de se transformar em um ciclone subtropical antes de se fundir com outro sistema extratropical que se aproximava, embora a tempestade tivesse uma chance maior de se tornar subtropical no final da semana, depois que se afastou mais para dentro do Atlântico. Posteriormente, o sistema começou a se mover para o nordeste, ao longo da Costa Leste, desenvolvendo-se em um sistema extratropical enquanto se fortalecia rapidamente. Em 26 de outubro, o sistema passou por uma intensificação explosiva, tornando-se um poderoso nor'easter . O sistema era conhecido como ciclone bomba, com a pressão central do ciclone caindo 28 mbar (0.83 inHg) nas próximas 24 horas, de 1,008 mbar (29.8 inHg) a 980 mbar (29 inHg) até 27 de outubro. Nesse período, o nordeste absorveu outro sistema extratropical sobre o Nordeste dos Estados Unidos, que se localizava a oeste. O nor'easter então passou a fazer um loop anti-horário enquanto se intensifica ainda mais, antes de atingir sua intensidade de pico extratropical de 974 mbar (28.8 inHg) às 09:00 UTC em 27 de outubro, na costa de Massachusetts . Depois disso, o sistema enfraqueceu gradualmente enquanto se movia para o leste, em direção ao mar.

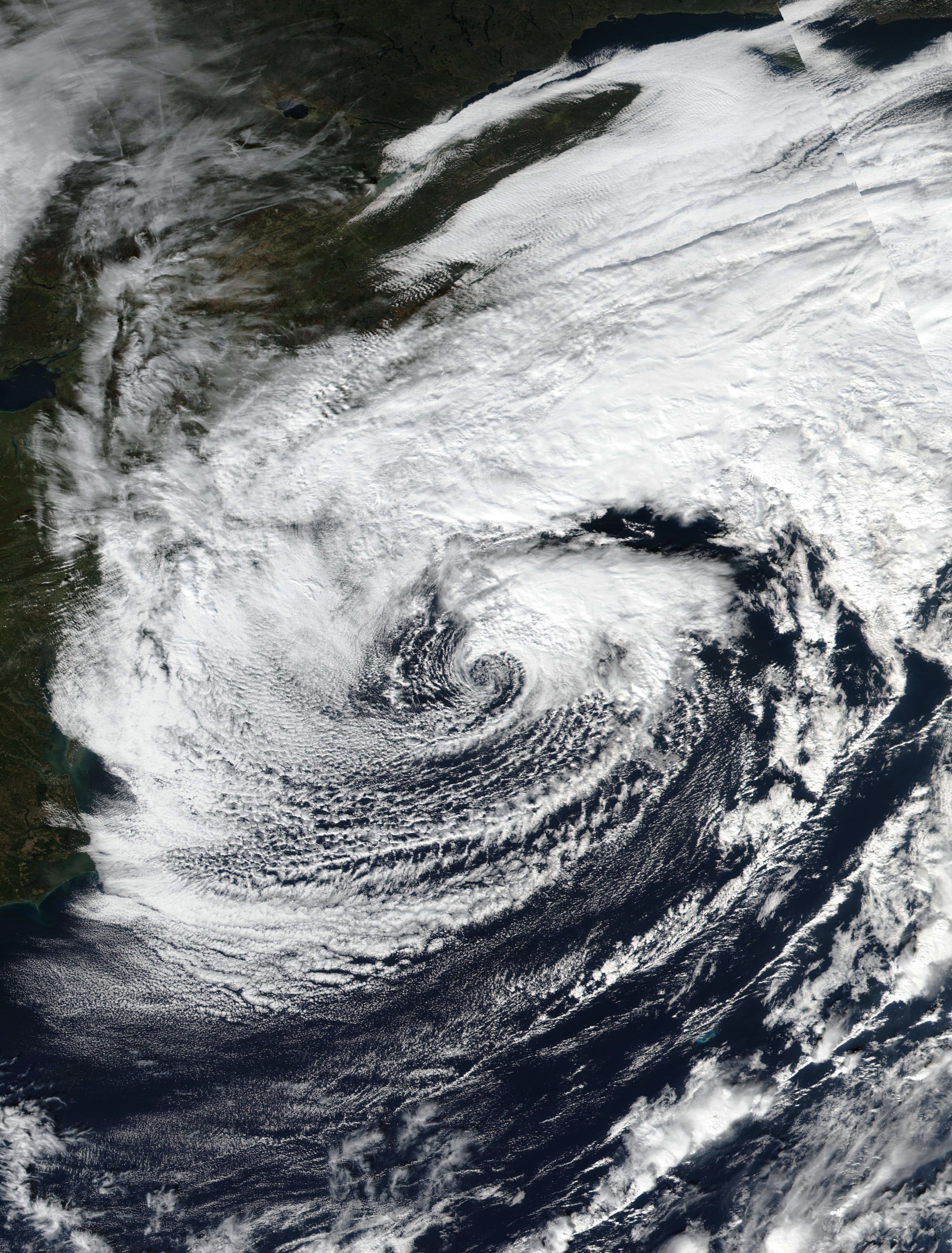
O predecessor de Wanda como um poderoso ciclone bomba em 27 de outubro, na costa do nordeste dos Estados Unidos.

O NHC continuou monitorando o sistema, embora tenha diminuído suas chances de desenvolvimento nos próximos cinco dias de 40% para 30% até então. Em 29 de outubro, o sistema passou a adquirir características subtropicais à medida que se tornou mais organizado, com o NHC aumentando suas chances de desenvolvimento nos próximos dois dias de 50% para 90% naquele mesmo dia. Às 03:00 UTC em 31 de outubro, Wanda trocou completamente sua estrutura frontal e fez a transição para uma tempestade subtropical, e o NHC iniciou os alertas sobre a tempestade subtropical Wanda . Logo depois de se tornar uma tempestade subtropical, Wanda teve ventos sustentados de no máximo 50 mph (80 km/h) e uma pressão central de 987 mbar (29.1 inHg) . Wanda continuou a se organizar enquanto se curvava lentamente no sentido anti-horário, e às 21:00 UTC em 1 de novembro, Wanda fez a transição para uma tempestade totalmente tropical. Por volta das 09:00 UTC em 2 de novembro, Wanda desenvolveu uma explosão de convecção, que conseguiu envolver seu centro, permitindo que a tempestade se intensificasse um pouco. No entanto, várias horas depois, Wanda arrastou mais ar seco, o que degradou a convecção interna da tempestade enquanto o sistema girava para o norte. Apesar da entrada de ar seco, a circulação de baixo nível da tempestade se organizou ainda mais, permitindo que a tempestade mantivesse sua intensidade. No dia seguinte, a estrutura de Wanda melhorou à medida que continuou sua trajetória para o norte, embora sua intensidade permanecesse a mesma. Por volta das 03:00 UTC em 5 de novembro, Wanda virou para o leste, antes de virar para o sul várias horas depois, por volta das 15:00 UTC, como uma crista de nível médio construída a noroeste da tempestade. No final de 6 de novembro, Wanda começou a acelerar para nordeste, à medida que um ciclone extratropical maior se aproximava da tempestade vindo do oeste. A convecção de Wanda também diminuiu nessa época, e os ventos sustentados da tempestade diminuíram para 45 mph (72 km/h) . Às 15:00 UTC em 7 de novembro, Wanda começou a se fundir com uma frente fria no ciclone extratropical que se aproximava, e a circulação da tempestade começou a se abrir em um vale, marcando a transição de Wanda para um ciclone pós-tropical .

## Preparativos e estragos

### Nordeste dos Estados Unidos
Mais de 100 escolas foram fechadas em Cape Cod, Massachusetts, antes do "Nor'easter". Os governadores de Nova Jersey e Nova York declararam estado de emergência, com o NHC emtindo avisos em todo o nordeste dos Estados Unidos. O prefeito da cidade de Nova York , Bill de Blasio, limpou os bueiros e colocou sacos de areia. Vários distritos escolares fecharam em Nova Jersey, em antecipação às enchentes. Phil Murphy, o governador de Nova Jersey, declarou estado de emergência para a tempestade no início de 25 de outubro. Como precaução, escolas foram fechadas e avisos de enchentes foram emitidos em todo o estado.
De acordo com Aon Benfield, os danos do predecessor de Wanda foram estimados em mais de USD 200 milhões. No auge da tempestade, mais de 617.000 pessoas ficaram sem luz no nordeste dos Estados Unidos. A tempestade também matou pelo menos 2 pessoas nos Estados Unidos.
Nova Jersey registrou uma quantidade de chuva de 5 in (130 mm) às 15:00 UTC de 27 de outubro. Muitos lugares ao redor do estado sofreram inundações repentinas como resultado das chuvas, enquanto o rio Saddle transbordou, gerando 1,83 a 2,13 metros de água perto da bacia. Em Union Beach, mais de uma dúzia de resgates na água foram executados depois que os veículos ficaram presos pelas enchentes. Árvores também foram derrubadas por ventos fortes na área, com um caso em Morris County matando uma mulher e ferindo outra. Uma árvore também caiu em uma casa, causando pequenos danos.
Mais de 500.000 clientes perderam eletricidade em Massachusetts, devido ao nordeste. Uma rajada de vento de pico de 113 mph (182 km/h) foram registrados em Truro, junto com 103 mph (166 km/h) em Duxbury, e 97 mph (156 km/h) em Wellfleet . Martha's Vineyard, Massachusetts, relatou uma rajada de vento para 94 mph (151 km/h) e Scituate relatou uma rajada de 87 mph (140 km/h) . Rajadas de vento não oficiais de 110 mph em Wellfleet e 107 mph em Provincetown foram registradas em locais costeiros expostos. O sistema também trouxe fortes chuvas para o estado, causando inundações. Suas rajadas de vento subsequentes derrubaram árvores, bloqueando várias estradas e causando uma queda generalizada de energia. Pequenos barcos também foram arrastados para a costa pela tempestade, e o nordeste trouxe mares fortes para o estado. Algumas casas também foram danificadas com a queda de árvores. Um avião foi danificado no Aeroporto Regional de New Bedford após ser lançado para fora da pista. Em Hingham, uma grande árvore derrubou fios. Brockton também recebeu mais de 300 pedidos de ajuda, junto com seu prefeito declarando estado de emergência a partir de 27 de outubro. Abrigos também foram abertos para acomodar possíveis desabrigados. Os serviços de balsa também foram afetados, com operações muito restritas permitidas.
No estado de Nova York, o corpo de um caiaque desaparecido foi encontrado, após ele tentar cruzar o mar à frente do precursor de Wanda. Avisos de inundação foram emitidos para a região de Finger Lakes, em Nova York. Os condados de Delaware, Otsego e Sullivan sofreram inundações. Ventos de pico entre 52 mph (84 km/h) a 60 mph (97 km/h) foram registrados no estado de Nova York e Connecticut, respectivamente. Em Rhode Island, a tempestade cortou a energia de 92.000 clientes. No Maine, mais de 25.000 clientes sofreram cortes de energia.